# Gloria Aura
Gloria Aura Campos Gutiérrez (Ciudad de México, 28 de junio de 1985) es una actriz y cantante mexicana. Hija de la actriz mexicana Gloria Mayo y del compositor y arreglista chileno Kiko Campos.
Es sobrina del también compositor y arreglista Fernando Riba. Su hermano Elías Campos y tiene 3 medios hermanos: Nathalia Campos, Pablo Campos y Lara Campos.

## Biografía
Ha estado relacionada con el medio desde que era pequeña, así incursionando en teatro a los cuatro años. Pero fue hasta el programa «La hora de los chavos» donde vio su oportunidad más grande hasta ese entonces, donde realizó y grabó más de 150  números musicales, de diferentes géneros y épocas.
En 1999 tuvo la oportunidad de lanzar su primera producción discográfica titulada Piensa en mí, posterior en 2001 lanza su segundo disco homónimo, para 2002 lanza su material Inevitable, del cual se desprendió el sencillo Na, na, na.
En 2007 participó en la obra El diluvio que viene, alternando el papel de "Clementina" con María Inés Guerra, y compartiendo créditos con Jaime Camil, Carmen Delgado y Patricio Castillo.
Posteriormente durante 2009 y 2010 dio vida a la traviesa Sophie Sheridan en la versión mexicana de Mamma Mia!, el afamado musical basado en las canciones de ABBA y que fue producida por OCESA. En dicha producción compartió créditos con la primera actriz Rocío Banquells, quien interpretó el papel de su madre; Donna Sheridan, y con Carlos Rivera, quien fuera su pareja sentimental en la obra.
Como compositora ha intervenido en los temas musicales de las telenovelas Un refugio para el amor y Corona de lágrimas esta última interpretada con gran éxito por Cristian Castro.
En 2013 la productora Carla Estrada la invita a formar parte del equipo de conductores del programa matutino Hoy junto a Galilea Montijo, Andrea Legarreta, Raúl Araiza Herrera, entre otros y en el que estuvo hasta el mes de abril, mismo mes en que se unió al elenco del musical Cats interpretando a Bombonachona bajo la producción de Gerardo Quiroz.
El 29 de abril de 2014, Gloria Aura regresa a la música después de 12 años con el sencillo titulado Rueda mi mente, bajo la producción de Kiko Campos y Fernando Riba, disponible en iTunes en varios países como México y España y en todas las plataformas digitales de manera independiente. En 2015 se une al elenco de la obra Mentiras: el musical.

## Formación artística
Debido a que proviene de una familia con tradición artística (actuación, composición, producción, etc.), ha realizado estudios de actuación, canto y baile tanto en México como en Miami y Los Ángeles. Así, ha tomado clases con maestros como Jason Wright, Marty Kudelka, Shane Sparks, Jackie Arredondo, Russell Domínguez y Rafael Esteban, entre otros. Se formó como actriz en el Centro de Educación Artística (CEA) de Televisa y gracias a eso ha participado en varios melodramas.

## Telenovelas y series televisivas
- Esta historia me suena (2023)[7]
- La herencia (2022) - Beatriz Hernández de Pérez
- ¿Qué le pasa a mi familia? (2021) - Federica Torres[8]
- Reto 4 elementos (2018) - ella misma, participante[9]
- Por amar sin ley (2018)
- Como dice el dicho (2017)
- Vino el amor (2016-2017) - Perla Vidal
- Estrella2 (2013) varios personajes (5 de julio de 2013).
- Hoy (2013)
- Por siempre mi amor (2013-2014) - Natalia.
- Esperanza del corazón (2011-2012) - Thalía.
- Teresa (2010-2011) - Patricia.
- Bajo las riendas del amor (2007) Chiquis.
- Frecuencia (2005), como conductora (host).
- La hora de los chavos (1997) - como conductora, actriz, cantante y otros roles versátiles.

Gloria Aura también ha tenido apariciones en los programas Al filo de la ley y Qué payasos, y como conductora tuvo participaciones especiales en el programa Zapping Zone y el Festival Acapulco. Asimismo, tiene una importante presencia en diversos comerciales para destacadas marcas.

## Cine
- Luchadores de las estrellas (1992), apareciendo en los créditos como Gloria Campos.[10]

## Discos
- Piensa en mí (1999)
- Gloria Aura (2001)
- Inevitable (2002)
- Rueda mi mente (Single) (2014)
- Trampas de luz (Single) (2015)

## Teatro
- Hello, Dolly! (2018) con el papel de Minnie
- Marta tiene un marcapasos (México) (2016) como Marta
- Verdad o Reto: el musical (2016) con el papel de Macarena
- Mentiras: el musical con el papel de Daniela (2015)
- First Date ¿Llegarás al postre? (2015)
- Los Locos Addams (2014) con el papel de Merlina Adams
- Marta tiene un marcapasos (España) (2013) como Belén
- Cats (2013) con el papel de Bombonachona
- El diluvio que viene, con el papel de Clementina
- Mamma Mia! con el papel de Sophie
- Los monólogos de la vagina
- Pegados
- TOC TOC

## Otras actividades
En 1999, Gloria Aura es nombrada vocera de los derechos de los niños y adolescentes de México por las Naciones Unidas (UNICEF), logrando una gran labor para esta organización mundial con la campaña Un millón de amigos, además de dar a conocer en toda la república mexicana, los derechos de la infancia y adolescencia